# Salar Kamangar
Salar Kamangar (Teheran, 1977) è un biologo iraniano naturalizzato statunitense, noto per essere stato amministratore delegato di YouTube e Senior Vice President of Video di Google.

## Biografia
Salar Kamangar è cresciuto in California e ha conseguito la laurea in Scienze Biologiche con lode presso la Stanford University. In un'intervista con l'Università di Stanford ha dichiarato di essere profondamente grato per l'impatto positivo che ha ricevuto nei suoi anni universitari.
È stato il nono dipendente di Google, società alla quale si è unito dopo la laurea nel 1998. In Google Kamangar è stato nominato primo business plan per le sue competenze giuridiche e finanziarie, per diventare in seguito uno dei membri fondatori del team di prodotto di Google, dove ha lavorato a progetti diretti ai consumatori, compresa l'acquisizione di DejaNews e il conseguente lancio di Google Groups. È stato Vice Presidente delle applicazioni web di Google.
Il 29 ottobre 2010 è stato nominato CEO di YouTube al posto di Chad Hurley, venendo a sua volta rimpiazzato nel febbraio 2014 da Susan Wojcicki.
È ex presidente e membro del Venture Fund Meadowood della Parsa Community Foundation, una fondazione filantropica persiana che opera per lo sviluppo dell'imprenditorialità.